# Ендогенні родовища
Ендогенні родовища (рос.эндогенные месторождения, англ. endogenous deposits; нім. endogene Lagerstätten f pl) — гіпогенні родовища, магматогенні родовища, поклади корисних копалин, пов'язані з геохімічними процесами глибинних частин Землі.
Формуються з магматичних розплавів або з газових і рідких гарячих мінералізованих розчинів серед глибинних геологічних структур в умовах високого тиску і температури (порядка 50-100º С).
Серед Е.р. виділяють 5 гол. генетичних груп:
- магматичні,

- пегматитові,

- карбонатитові,

- скарнові,

- гідротермальні.

Магматичні родовища утворюються при застиганні розплавів з відособленням руд хрому, титану, ванадію, заліза, платини, міді, нікелю, рідкісних металів, а також апатиту і алмазів.
Пегматитові родовища являють собою розкристалізовані відгалуження кінцевих продуктів застигаючої магми, які використовуються як керамічна сировина і для видобутку слюди, дорогоцінних каменів і рідкісних металів.
Карбонатитові родовища асоціюють з ультраосновними лужними магматичними породами, серед яких нагромаджуються карбонатні мінерали і руди міді, ніобію, апатиту і флогопіту.
Скарнові родовища виникають під впливом гарячої мінералізованої пари, у контакті з магматичною масою, яка створює поклади руд заліза, міді, вольфраму, молібдену, свинцю, кобальту, золота, бору тощо.
Гідротермальні родовища складаються з руд кольорових, благородних і радіоактивних металів, які являють собою осади циркулюючих на глибині гарячих мінералізованих водних розчинів.